# Utsira (île)
Utsira  est une île contenant la commune de Utsira, dans le comté de Rogaland en Norvège, dans la mer du nord.

## Description
L'île de 5,9 km2 représente la quasi-totalité de la municipalité d'Utsira. L'île se trouve à environ 18 kilomètres à l'ouest de l'île de Karmøy, avec le Sirafjorden situé entre les deux îles. L'île n'est reliée au continent que par ferry. Quatre lignes de ferry régulières relient chaque jour l'île à la ville de Haugesund. Les ferries sont exploités par Rutebåten Utsira (en). Utsira Church (en) et le phare d'Utsira sont sur l'île. Le phare est classé patrimoine culturel par le Riksantikvaren depuis 1999
La majeure partie de la population de l'île vit dans la vallée centrale qui s'étend du nord au sud de l'île. Utsira est connu comme le meilleur site d'observation des oiseaux en Norvège. L'île donne son nom aux zones de prévisions maritimes du nord et du sud d'Utsira.

## Galerie

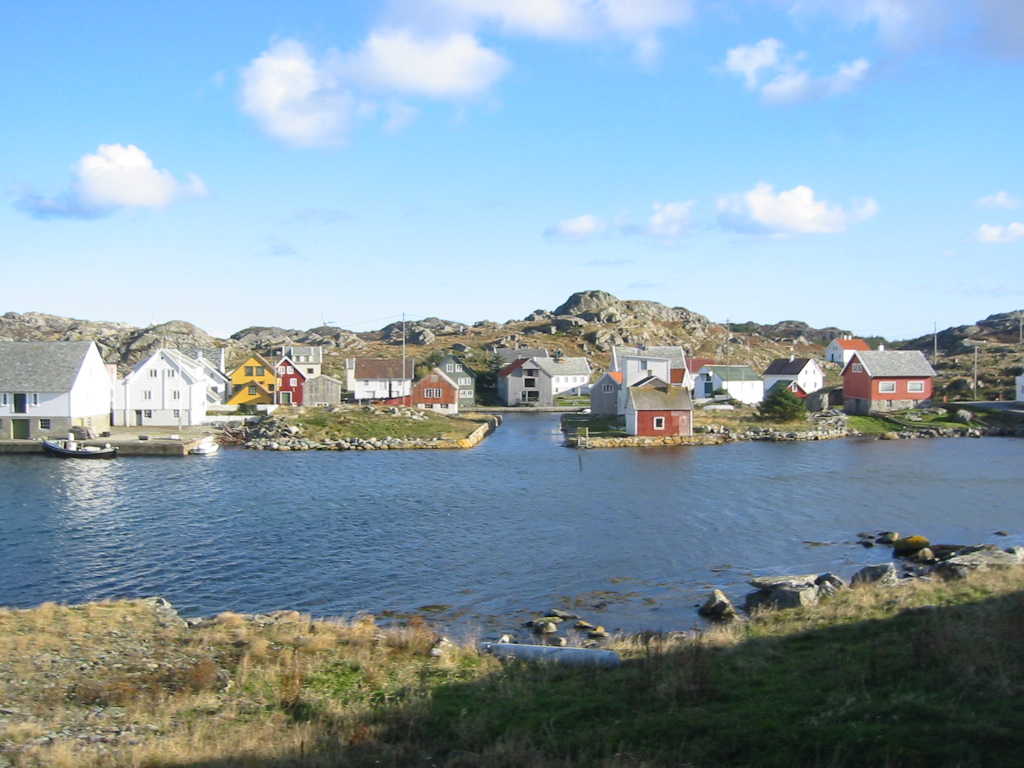
Village
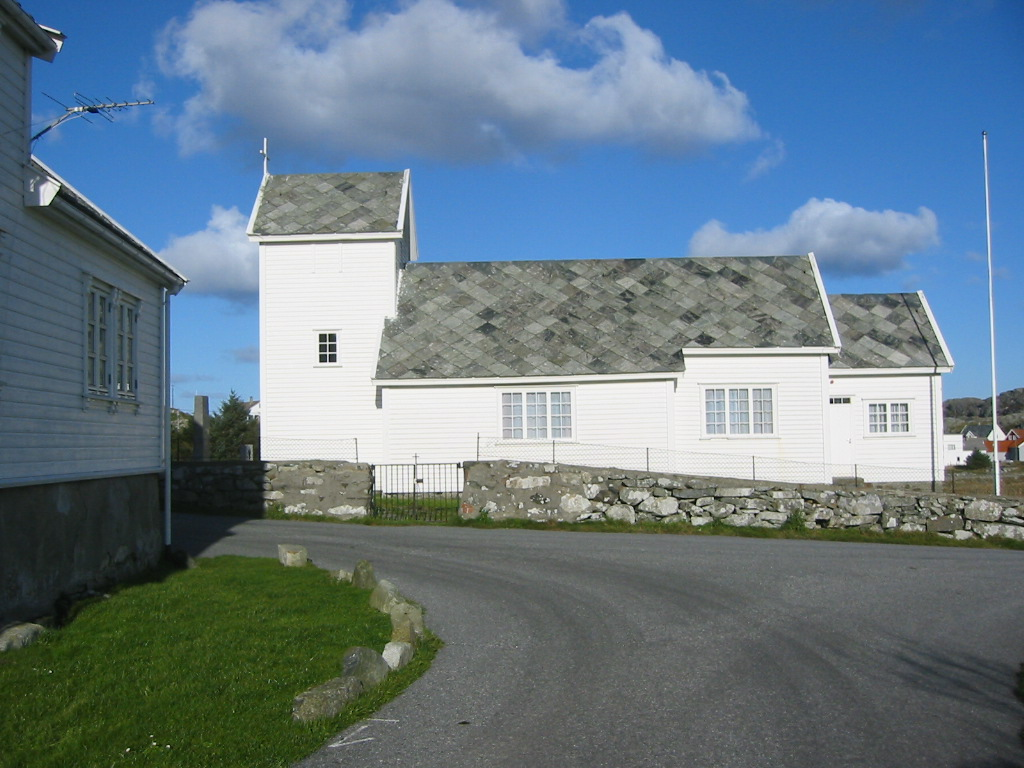
Eglise d'Utsira
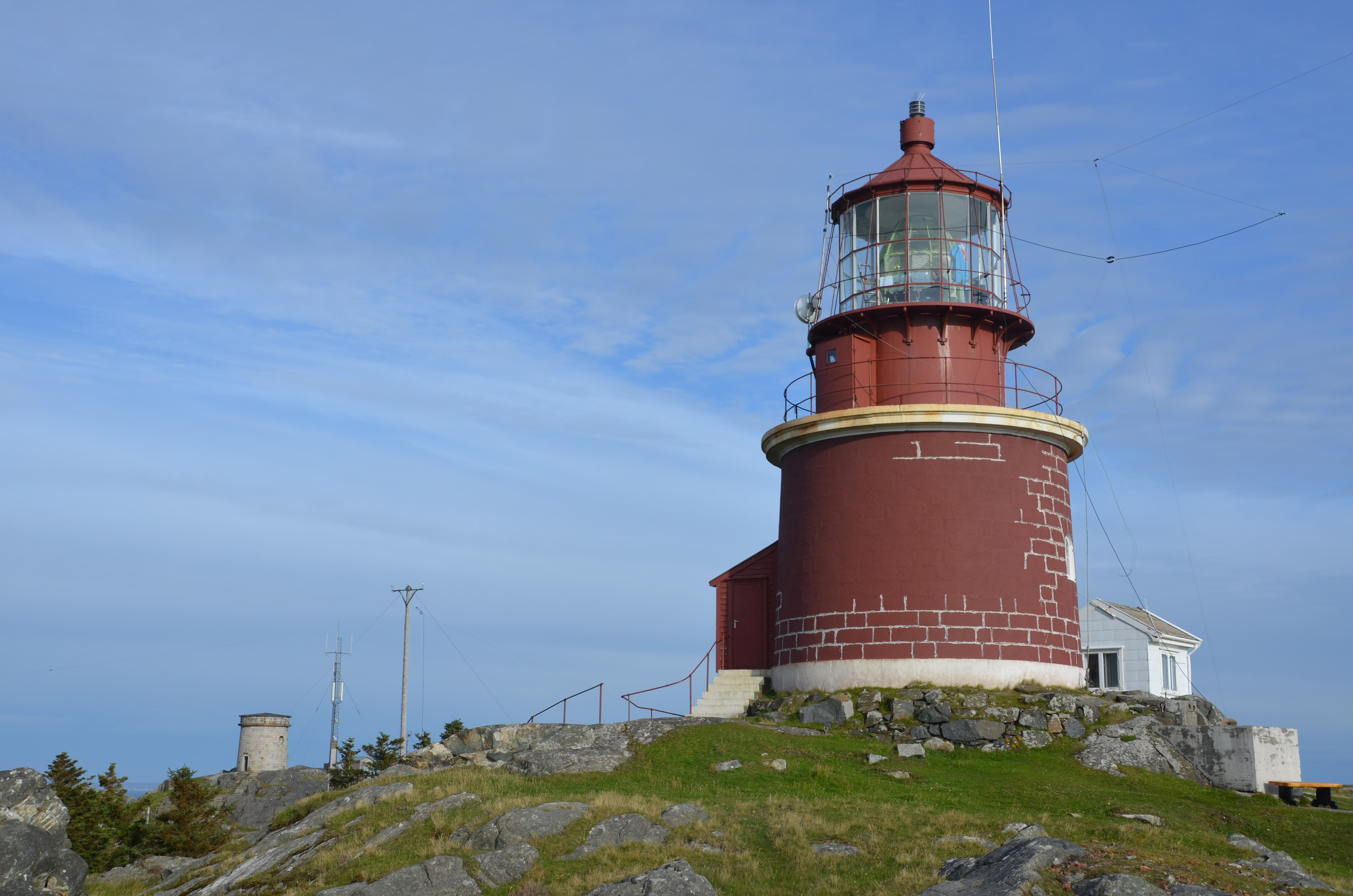
Phare d'Utsira